# Paco Ŝako
Paco Ŝako (Esperanto für „Friedensschach“, [ˈpa.t͡so ˈʃa.ko]) ist eine abstrakte und strategische Schachvariante für zwei Personen aus dem Jahr 2017 vom Niederländer Felix Albers, die im Wesentlichen die Grundregeln des Schach nutzt und nur leicht abwandelt. Anders als beim Schach werden bei Paco Ŝako keine Figuren geschlagen, stattdessen werden sie zu Paaren vereint, die dann gemeinsam von beiden Spielern gezogen werden und nur durch neue Vereinigungen wieder gelöst werden können.
Bei dem Spiel wird ansonsten wie beim Schach mit einem vollständigen Figurenset aus insgesamt 32 Schachfiguren auf einem normalen Spielbrett gespielt. Ziel des Spiels ist, den gegnerischen König durch eine beliebige eigene Figur zu binden.

## Ausstattung
Das Spiel Paco Ŝako besteht aus einem vollständigen Figurenset aus insgesamt 32 Schachfiguren in zwei Farben und einem normalen Spielbrett mit 8 mal 8 Feldern. Die Figuren sind so gestaltet, dass sie jeweils mit jeder anderen Figur zu einem Paar zusammengefügt und in dieser Form gemeinsam bewegt werden können. Von unten gesehen, formen die Sockel eines Figurenpaares das chinesische Yin-und-Yang-Symbol.
Der übliche Figurensatz besteht aus einem Satz weißer und einem Satz schwarzer Kunststofffiguren mit Metallkern, es gibt jedoch auch Sätze in verschiedenen weiteren Farben.

## Spielweise
Die Grundstellung ist die gleiche wie beim klassischen Schachspiel. Wie bei diesem werden auch in Paco Ŝako die Figuren an der Grundlinie des Schachbretts platziert: eine vordere Reihe mit acht Bauern und dahinter eine Reihe mit König und Dame, flankiert von den beiden Läufern, den Springern und am Rand den Türmen. Auch die Zugregeln der Figuren sind dieselben wie beim Schach.
Anders als beim Schach werden geschlagene Figuren nicht vom Brett genommen. Stattdessen vereint sich die schlagende Figur mit der gegnerischen auf dem Zielfeld, und beide bilden von nun an ein Paar, das von jedem Spieler entsprechend den Zugregeln der darin enthaltenen eigenen Figur bewegt werden kann. Eine Doppelfigur wiederum kann nicht auf ein besetztes Feld ziehen. Man kann eine eigene Figur aus der Verbindung lösen, indem man mit einer dritten Figur einen Schlagzug auf das Feld mit dem Paar macht. Dann übernimmt die neue Figur die Position der bisherigen eigenen Figur der Paarung, und diese wird anschließend entsprechend ihrer Zugregeln bewegt. Sie kann dabei wieder ein Feld mit einem Paar erreichen, und so können Zugketten gebildet werden, bei denen mehrere Figuren in einem Zug bewegt werden.
Das Spiel endet, wenn es einem Spieler gelingt, eine Figur auf das Feld des gegnerischen Königs zu ziehen, wodurch er das Spiel gewinnt.

## Entwicklung und Rezeption
Paco Ŝako wurde von Felix Albers entwickelt und 2017 veröffentlicht. Über eine Kickstarter-Kampagne nahm er außerdem über 14.000 € ein, um mehrere Farbensets zu finanzieren. Er stellte das Spiel mit dem Standardset sowie mehreren Farbsets zu den Internationalen Spieltagen in Essen einem größeren Publikum vor. Auf der offiziellen Website werden neben dem Spiel, den Regeln und anderen Inhalten auch mehrere Schachrätsel („Puzzles“) veröffentlicht.

## Belege
1. 1 2 3  Spielanleitung Paco Ŝako (Memento des Originals vom 13. April 2019 im Internet Archive)  Info: Der Archivlink wurde automatisch eingesetzt und noch nicht geprüft. Bitte prüfe Original- und Archivlink gemäß Anleitung und entferne dann diesen Hinweis.
2. ↑  Versionen von Paco Ŝako in der Spieledatenbank BoardGameGeek (englisch); abgerufen am 9. Mai 2018.
3. ↑  Paco Ŝako Farbsets bei Kickstarter.com; abgerufen am 9. Mai 2018.